# Otto Keimel
Otto Keimel (* 16. Februar 1928 in Innsbruck; † 16. März 2014 ebenda) war ein österreichischer Manager und Politiker (ÖVP).
Der Sohn eines Polizeibeamten studierte nach abgeleistetem Kriegsdienst an der Hochschule für Welthandel in Wien, war nebenbei auch als Musiker tätig und gehörte dem Diskussionskreis um Reinhard Kamitz an. Keimels Berufskarriere war vielfältig, unter anderem war er als Hoteldirektor und Fremdenverkehrsfachmann tätig, vielfach auch in der Industrie. Sein Doktorat legte Keimel als Werkstudent an der Universität Innsbruck ab. Seine politische Karriere im Tiroler Wirtschaftsbund krönte Keimel mit einer langjährigen Tätigkeit als Nationalratsabgeordneter im österreichischen Parlament (vom 9. November 1970 bis zum 6. November 1994), wo er zuletzt als Bautensprecher der ÖVP wirkte. Einiges Aufsehen erregte Keimel, als er sich, obwohl Präsident des Österreichischen Kameradschaftsbundes, dazu bekannte, in den letzten Tagen des Zweiten Weltkrieges desertiert zu sein. 
Er verstarb am 16. März 2014 nach langer und schwerer Krankheit in Innsbruck.

## Belege
1. ↑  Traueranzeige Dr. Otto Keimel (Memento des Originals vom 22. März 2014 im Internet Archive)  Info: Der Archivlink wurde automatisch eingesetzt und noch nicht geprüft. Bitte prüfe Original- und Archivlink gemäß Anleitung und entferne dann diesen Hinweis., abgerufen am 22. März 2014

| Personendaten    | Personendaten                                                              |
| ---------------- | -------------------------------------------------------------------------- |
| NAME             | Keimel, Otto                                                               |
| KURZBESCHREIBUNG | österreichischer Manager und Politiker (ÖVP), Abgeordneter zum Nationalrat |
| GEBURTSDATUM     | 16. Februar 1928                                                           |
| GEBURTSORT       | Innsbruck                                                                  |
| STERBEDATUM      | 16. März 2014                                                              |
| STERBEORT        | Innsbruck                                                                  |